# Équipe de Suisse féminine de hockey sur gazon
Maillots
L'Équipe de Suisse féminine de hockey sur gazon représente la Suisse dans les compétitions internationales féminines de hockey sur gazon et est contrôlée par Swiss Hockey. Elle est affiliée à la fédération internationale de hockey et à la fédération européenne de hockey.
La Suisse ne s'est jamais qualifiée pour les Jeux olympiques.

## Histoire dans les tournois

### Coupe du monde
- 1974 - 9e place
- 1976 - 8e place

### Championnat II d'Europe
- 2011 - 7e place

### Championnat III d'Europe
- 2005 - 5e place
- 2007 -
- 2009 -
- 2013 -
- 2015 - 5e place
- 2017 -
- 2019 -
- 2021 -

### Ligue mondiale
- 2016-2017 - 1er tour